# En skandal i Böhmen
En skandal i Böhmen, i original A Scandal in Bohemia, är en novell av den skotske författaren Sir Arthur Conan Doyle i hans serie berättelser om detektiven Sherlock Holmes. Novellen var den första som publicerades i Strand Magazine (två romaner publicerades i Strand Magazine innan: En studie i rött och De fyras tecken. Publikationen inleddes i juli 1891.
Det var den första Holmes-berättelsen som illustrerades av Sidney Paget. En skandal i Böhmen var en av Doyles egna personliga favoriter och han rankade den som den femte bästa bland sina Holmesnoveller.
Känt från novellen är Holmes bedömning av Watsons iakttagelseförmåga: "Du ser, men du observerar inte". Som exempel tar Holmes det faktum att Watson inte har en aning om hur många trappsteg det är mellan våningarna på Baker Street 221B. Antalet är 17 och det vet Holmes för han har "både sett och observerat".

## Handling
Det är mars 1888. Doktor Watson, som nyligen gift sig, är på besök hos Holmes. Holmes får också besök av en maskerad gentleman som säger sig vara greve von Kramm, en agent för den verklige klienten. Holmes avslöjar honom omedelbart som kungen av Böhmen. Kungen erkänner detta och tar av sig sin mask. Kungens predikament är att han ska gifta sig, men har tidigare skrivit oförsiktiga brev till, och tagit ett fotografi tillsammans med en kvinna, Irene Adler. Kungen vill ha Holmes hjälp att lokalisera breven och fotografiet för att förhindra att Irene Adler med hjälp av dessa kommer att hindra hans stundande giftermål. Holmes lyckas lokalisera fotografiet, men lyckas inte överlista Irene Adler som tar det med sig utomlands. Hon lovar dock Holmes att inte använda fotot i utpressningssyfte.